# Organisation des femmes écrivains d'Afrique
L'Organisation des femmes écrivains d'Afrique (OWWA) est une organisation pour les femmes de lettres d'Afrique. Fondée en 1991, l'OWWA a pour objectif de promouvoir la littérature orale et écrite des femmes africaines et d'aborder les questions liées à l'édition, à la censure et au progrès humain.

## Organisation
L'Organisation des femmes écrivains d'Afrique a été créée par l'écrivaine ghanéenne Ama Ata Aidoo et la poète afro-américaine Jayne Cortez en 1991. Les membres du conseil comprennent J. E. Franklin (en), Cheryll Y. Greene (en), Rashidah Ismaili, Louise Meriwether., Maya Angelou, Rosamond S. King (en), Margaret Busby, Gabrielle Civil (en), Alexis De Veaux (en), LaTasha N. Diggs, Zetta Elliott (en), Donette Francis, Paula Giddings (en), Renée Larrier, Tess Onwueme, Coumba Touré, Maryse Condé, Nancy Morejón et Sapphire.

## Activités et histoire
OWWA a parrainé trois conférences internationales « Yari Yari » pour les écrivaines noires. La première, « Yari Yari : les écrivaines noires et l'avenir », a eu lieu en 1997. Il s'agissait de « la première grande conférence internationale consacrée à l'évaluation et à la célébration de la littérature du monde entier par les femmes d'ascendance africaine ». La conférence a réuni deux mille femmes, parmi lesquelles Maya Angelou et Edwidge Danticat. Cortez a réalisé Yari Yari : Black Women Writers and the Future (1999), qui a documenté des panels, des lectures et des performances tenues lors de cette conférence. Une deuxième conférence, « Yari Yari Pamberi : Dissection des écrivains noirs sur la mondialisation », a eu lieu en 2004. Il a été parrainé par l'OWWA en association avec l'Institut des affaires afro-américaines et le programme d'études africaines de l'Université de New York. La déclaration de bienvenue de Cortex annonçait l'ambition de l'événement :

« Les femmes écrivaines noires du monde entier luttent contre la pauvreté, le racisme, l'exploitation, l'oppression de genre, la censure et d'autres violations des droits de l'homme. Ce que nous voulons, c'est participer aux décisions mondiales concernant la survie et l'avenir de l'humanité... Nous avons besoin d'accéder aux progrès de la mondialisation. »

Au moment de sa mort, Cortez avait prévu d'organiser un symposium OWAA de femmes écrivains à Accra, au Ghana. L'événement a eu lieu comme prévu, en son honneur, du 16 au 19 mai 2013,. Parmi les participants, venus de plus d'une douzaine de pays, figuraient Angela Davis, Angelique Nixon, Akachi Ezeigbo, Bibi Bakare-Yusuf, Camille Dungy, Eintou Pearl Springer, Évelyne Trouillot, Gina Athena Ulysse, Lola Shoneyin, Monica Arac de Nyeko, Natalia Molebatsi., Véronique Tadjo, Virginia Phiri, Wana Udobang, Wangui wa Goro, Yolanda Arroyo Pizarro et autres,.
L'organisation a également créé une série continue de conversations enregistrées sur vidéo avec des femmes créatives et lancé un projet d'alphabétisation littéraire pour connecter les jeunes étudiants aux écrivains.
En octobre 2011, Maya Angelou a prononcé un discours à l'OWWA, dans lequel elle a utilisé la forme traditionnelle d' appel et de réponse, faisant écho à son enfance dans le sud des États-Unis.